# Amy Mainzer
Amy Mainzer (* 2. ledna 1974) je americká astronomka, specialistka na astrofyzikální instrumentaci a infračervenou astronomii. Je jednou z vůdčích osobností pracujících na projektu s infračerveným kosmickým teleskopem Wide-field Infrared Survey Explorer a hlavní výzkumná pracovnice v projektu NEOWISE, který je zaměřen na studium planetek. Navrhla vesmírnou misi teleskopu Near Earth Object Camera.

## Život
V roce 1996 obdržela titul B.Sc. fyziky na Stanfordově univerzitě, od roku 2000 je také držitelkou vysokoškolského titulu M.Sc. v astronomii, které získala na Kalifornském technologickém institutu a od roku 2003 je nositelkou titulu Ph.D. v astronomii, který získala na Kalifornské univerzitě v Los Angeles.
Její výzkum se zabývá především asteroidy, hnědými trpaslíky, planetárními atmosférami, prstenci prašných částic a vznikem hvězd.
Asteroid s označením (234750) Amymainzer nese její jméno.
Objevila se v několika epizodách seriálu The Universe (Vesmír) televize History Channel.